# 朴東彬
朴東彬（韓語：박동빈，1969年10月15日—），韓國男演員。

## 演出作品

### 電視劇
- 2002年 SBS《野人時代》飾演 毒蛇
- 2002年 KBS 獨幕劇《我們的天國（朝鲜语：우리들의 천국）》
- 2003年 KBS 獨幕劇《都市-那年 最後週四》
- 2003年 KBS 獨幕劇《芬芳的井間故事》[2]飾演 洪以燮
- 2003年 MBC《聖女與魔女（朝鲜语：성녀와 마녀 (드라마)）》飾演 朴賢泰
- 2004年 SBS《2004人類市場（朝鲜语：2004 인간시장）》飾演 朴檢察官
- 2004年 KBS《不滅的李舜臣》飾演 韓濩
- 2005年 MBC《金藥局的女兒們（朝鲜语：김약국의 딸들 (드라마)）》飾演 徐基斗
- 2006年 KBS《大祚榮》飾演 高士勇
- 2006年 OCN《有一天（朝鲜语：썸데이 (드라마)）》飾演 亨仁
- 2007年 SBS《王與我》飾演 具成均
- 2010年 tvN《奇察密錄（朝鲜语：조선X파일 기찰비록）》
- 2010年 KBS《成均館緋聞》飾演 兵判府管家
- 2011年 KBS《廣開土太王》飾演 全平
- 2011年 MBC C&I 手掌tv《中年偵探金正日》飾演 金正日
- 2012年 MBC《武神》飾演 洪智
- 2012年 MBC《彷彿愛過》飾演 朴道俊
- 2014年 MBC《全都是泡菜》飾演 裴容錫[3]
- 2014年 tvN《岬童夷》飾演 裴尚奇
- 2014年 OCN《Reset》（特別出演）
- 2015年 MBC《偉大的糟糠之妻》飾演 羅光洙
- 2017年 MBC《前世的冤家們》飾演 事務長
- 2018年 XtvN《復仇筆記2（朝鲜语：복수노트 2）》飾演 李大路
- 2018年 tvN《會讀心術的那小子》
- 2020年 KBS《喪屍偵探》飾演 黃春燮
- 2020年 KBS《暗行御史：朝鮮秘密搜查團》飾演 全繼秀
- 2021年 TVING《正在書寫你的命運（朝鲜语：당신의 운명을 쓰고 있습니다）》
- 2021年 NAVER TV《所以我和黑粉結婚了》飾演 趙海允
- 2022年 KBS《美男堂》飾演 李明俊
- 2022年 tvN《明星經紀人生存記》
- 2023年 MBC《天空的因緣》飾演 黃太龍
- 2024年 MBC《勇敢無雙龍秀炡》飾演 具千萬
- 2025年 Channel A《代替旅行》飾演 姜夏天的父親

### 電影
- 1996年《銀杏樹牀》飾演 強姦犯
- 1998年《生死諜變》飾演 北韓特珠8軍團（朝鲜语：제11군단 (조선민주주의인민공화국)）團員
- 2000年《銀杏樹2：丹赤飛燕秀（朝鲜语：단적비연수）》飾演 秀路
- 2000年《劇場》
- 2000年《我爲何要當拳擊裁判員（朝鲜语：나는 왜 권투심판이 되려하는가）》飾演 成鎮
- 2001年《火山高校》飾演 音樂老師
- 2003年《千年湖（朝鲜语：천년호 (2003년 영화)）》飾演 Auta
- 2004年《太極旗飄揚》飾演 人民軍排長
- 2004年《我男朋友的罗曼史》飾演 張奉滿
- 2014年《刺客嬌娃：賞金女獵人》飾演 獨眼龍
- 2015年《任務：偷竊巨星（朝鲜语：미션: 톱스타를 훔쳐라）》飾演 韓哲浩